# Haplogrupo I1 (ADN-Y)
El haplogrupo I1 (M253) es un haplogrupo del cromosoma Y humano que constituye una rama importante del haplogrupo I (ADN-Y). Los marcadores genéticos confirmados como identificativos de I-M253 son los SNPs M253,M307.2/P203.2, M450/S109, P30, P40, L64, L75, L80, L81, L118, L121/S62, L123, Oficial L 124/S64, L125/S65, L157.1, L186, y L187.

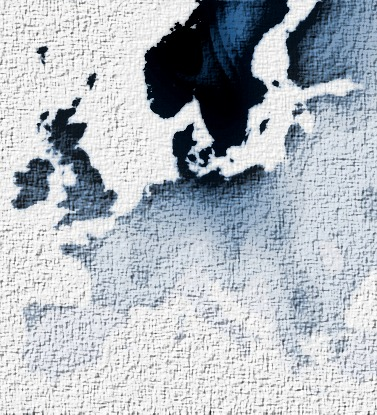
Versión sobre la distribución del HG I1 en Europa.

El haplogrupo alcanza sus frecuencias más altas en Suecia (52% de los varones del Condado de Västra Götaland ) y Finlandia occidental (más del 50 % en la provincia de Satakunta). En términos de medias nacionales, I-M253 se encuentra en el 35–38% de los hombres suecos, el 32.8% de los hombres daneses, aproximadamente el 31.5% de los hombres noruegos,  y aproximadamente el 28% de los varones finlandeses.
El haplogrupo I-M253 es una rama primaria del haplogrupo I* (I-M170), que viene estando presente en Europa desde la antigüedad. La otra rama primaria de la I* es I-M438, también conocida como I2.
Antes de una reclasificación en 2008, el grupo era conocido como I1a, un nombre que desde entonces ha sido reasignado a otra rama primaria, el haplogrupo I-DF29. Las otras ramas primarias de I1 (M253) son el i1b (S249/Z131) y I1c (Y18119/Z17925).
Antes de la reclasificación de 2008 se dijo que el subhaplogrupo I1a se encuentra principalmente en el norte de Europa, con sus frecuencias más altas en las poblaciones escandinavas, donde representa el 88%–100% de los linajes M170 noruegos, suecos y saami. I1a tiene un gradiente decreciente desde su frecuencia máxima en Escandinavia hacia los Urales y la periferia atlántica.
Aún no está claro cómo y cuándo aparecieron en Europa los portadores del haplogrupo I; esta cuestión se debate actualmente. Tampoco está claro cuándo y dónde se separó I1 de I. Sin embargo, en el Paleolítico los portadores del haplogrupo I1 se establecieron en la parte norte de Europa central del territorio de la actual Dinamarca, el norte de Alemania y Polonia. Crearon culturas como la de Ahrensburg y la de Swiderian (el autor no excluye el papel de los portadores de I2a en la formación de la cultura de Swiderian); su ocupación principal era la caza (predominantemente de renos, alces y castores) y recolección. Luego se concluye en el estudio que los portadores del haplogrupo I1 eran hablantes de una Paleo-lengua europea, que no pertenecía a las familias urálicas o indoeuropeas. Sus huellas quedaron reveladas en la toponimia europea y en la lengua sami.

## Origen
El posible lugar de origen del I-M253 se encuentra en el Norte de Europa y en otros países que experimentaron gran migración desde el Norte de Europa, Según un estudio publicado en 2010, I-M253 se originó entre hace de 3170 a 5000 años, en el Calcolítico Europeo. Un nuevo estudio, en el 2015, estimó el origen entre 3470 y 5070 años atrás o entre 3180 y 3760 años, utilizando dos técnicas diferentes. Se sugiere que inicialmente se dispersó desde el área que ahora es Dinamarca. A pesar de la alta frecuencia del haplogrupo I1 en los escandinavos actuales, el I1 está completamente ausente entre las primeras muestras de ADN de agricultores del Neolítico Escandinavia (también es el caso de otros haplogrupos en toda Europa). A excepción de una única muestra de ADN (SF11), tampoco está presente entre los cazadores-recolectores del Mesolítico en escandinavia. I1 comienza a aparecer por primera vez en escandinavia con una frecuencia notable durante el Neolítico tardío junto con la entrada de grupos que portaban ascendencia de pastores de estepa occidental en escandinavia, pero no aumenta significativamente en frecuencia hasta el comienzo de la Edad del Bronce Nórdica.
Se estima que la rama I1 se separó del resto del haplogrupo I hace unos 27.000 años. I1 se define por más de 300 mutaciones únicas, lo que indica que este linaje experimentó un grave cuello de botella en la población. La mayoría de los restos del Glaciar Tardío y del Mesolítico analizados hasta la fecha pertenecían al haplogrupo I* o I2. Aún no está claro en qué parte de Europa se originó I1. Se ha especulado que I1 evolucionó de forma aislada en Escandinavia durante los períodos Paleolítico superior y Mesolítico tardío, cuando los cazadores-recolectores del sur de Europa recolonizaron la mitad norte del continente desde sus refugios. Los testimonios más antiguos de la colonización posglacial de Escandinavia datan del año 11.000 a. C. con la aparición de la cultura de Ahrensburg. Sin embargo, cinco muestras de ADN-Y del Mesolítico Suecia, que datan de c. 5800 a 5000 a. C. y probado por Lazaridis et al. 2013 y Haak et al. 2015 resultó que todos pertenecían al haplogrupo I2.
Un estudio de 2014 en Hungría reveló restos de nueve individuos de la Cultura de la cerámica de bandas, en uno de los cuales se encontró el SNP M253 que define el Haplogrupo I1. Esta cultura se cree haber estado presente entre 6500 y 7500 años atrás.

## Estructura
I-M253  (M253, M307.2/P203.2, M450/S109, P30, P40, L64, L75, L80, L81, L118, L121/S62, L123, L124/S64, L125/S65, L157.1, L186, and L187) o I1 
- I-DF29 (DF29/S438); I1a
  - I-CTS6364 (CTS6364/Z2336); I1a1
    - I-M227; I1a1a
    - I-L22 (L22/S142); I1a1b
      - I-P109; I1a1b1
      - I-L205 (L205.1/L939.1/S239.1); I1a1b2
      - I-Z74; I1a1b3
      - I-L300 (L300/S241); I1a1b4
        - I-L287
          - I-L258 (L258/S335)

        - I-L813

  - I-Z58 (S244/Z58); I1a2
    - I-Z59 (S246/Z59); I1a2a
      - I-Z60 (S337/Z60, S439/Z61, Z62); I1a2a1
        - I-Z140 (Z140, Z141)
          - I-L338
          - I-F2642 (F2642)

        - I-Z73
          - I-L1302

        - I-L573
        - I-L803

      - I-Z382; I1a2a2

    - I-Z138 (S296/Z138, Z139); I1a2b
      - I-Z2541

  - I-Z63 (S243/Z63); I1a3
    - I-BY151; I1a3a
      - I-L849.2; I1a3a1
      - I-BY351; I1a3a2
        -           - I-CTS10345
            - I-Y10994

          - I-Y7075

      - I-S2078
        - I-S2077
          - I-Y2245 (Y2245/PR683)
            - I-L1237
              - I-FGC9550

            - I-S10360
              - I-S15301

            - I-Y7234

      - I-BY62 (BY62); I1a3a3
- I-Z131 (Z131/S249); I1b
  - I-CTS6397; I1b1
- I-Z17943 (Y18119/Z17925, S2304/Z17937); I1c

## Distribución geográfica
I-M253 encuentra su mayor densidad en el Norte de Europa y en otros países que experimentaron gran migración desde el Norte de Europa, ya sea en el Período de Migración, el periodo Vikingo, o en tiempos modernos. Se encuentra en todos los lugares invadidos por los antiguos pueblos germánicos y por los Vikingos.
Durante la época moderna, poblaciones significativas de I-M253 también han echado raíces en naciones de inmigrantes y excolonias europeas tales como los Estados Unidos, Australia y Canadá.
| Población                   | Tamaño de la muestra | I (total)                | I1 (I-M253)             | I1a1a (I-M227) | Fuente                 |
| --------------------------- | -------------------- | ------------------------ | ----------------------- | -------------- | ---------------------- |
| Austria                     | 43                   | 9.3                      | 2.3                     | 0.0            | Underhill Et al. 2007  |
| Bielorrusia: Vitebsk        | 100                  | 15                       | 1.0                     | 0.0            | Underhill Et al. 2007  |
| Bielorrusia: Brest          | 97                   | 20.6                     | 1.0                     | 0.0            | Underhill Et al. 2007  |
| Bosnia                      | 100                  | 42                       | 2.0                     | 0.0            | Rootsi Et al. 2004     |
| Bulgaria                    | 808                  | 26.6                     | 4.3                     | 0.0            | Karachanak Et al. 2013 |
| República Checa             | 47                   | 31.9                     | 8.5                     | 0.0            | Underhill Et al. 2007  |
| República Checa             | 53                   | 17.0                     | 1.9                     | 0.0            | Rootsi Et al. 2004     |
| Dinamarca                   | 122                  | 39.3                     | 32.8                    | 0.0            | Underhill Et al. 2007  |
| Inglaterra                  | 104                  | 19.2                     | 15.4                    | 0.0            | Underhill Et al. 2007  |
| Estonia                     | 210                  | 18.6                     | 14.8                    | 0.5            | Rootsi Et al. 2004     |
| Estonia                     | 118                  | 11.9                     | Lappalainen Et al. 2008 |                |                        |
| Finlandia (nacional)        | 28.0                 | Lappalainen Et al. 2006  |                         |                |                        |
| Finlandia: occidental       | 230                  | 40                       | Lappalainen Et al. 2008 |                |                        |
| Finlandia: oriental         | 306                  | 19                       | Lappalainen Et al. 2008 |                |                        |
| Finlandia: Satakunta región | 50+                  | Lappalainen Et al. 20089 |                         |                |                        |
| Francia                     | 58                   | 17.2                     | 8.6                     | 1.7            | Underhill Et al. 2007  |
| Francia                     | 12                   | 16.7                     | 16.7                    | 0.0            | Cann Et al. 2002       |
| Francia (Normandía Baja)    | 42                   | 21.4                     | 11.9                    | 0.0            | Rootsi Et al. 2004     |
| Alemania                    | 125                  | 24                       | 15.2                    | 0.0            | Underhill Et al. 2007  |
| Grecia                      | 171                  | 15.8                     | 2.3                     | 0.0            | Underhill Et al. 2007  |
| Hungría                     | 113                  | 25.7                     | 13.3                    | 0.0            | Rootsi Et al. 2004     |
| Irlanda                     | 100                  | 11                       | 6.0                     | 0.0            | Underhill Et al. 2007  |
| Tártaros de Kazán           | 53                   | 13.2                     | 11.3                    | 0.0            | Trofimova 2015         |
| Letonia                     | 113                  | 3.5                      | Lappalainen Et al. 2008 |                |                        |
| Lituania                    | 164                  | 4.9                      | Lappalainen Et al. 2008 |                |                        |
| Países Bajos                | 93                   | 20.4                     | 14                      | 0.0            | Underhill Et al. 2007  |
| Noruega                     | 2826                 | 31.5                     | Eupedia 2017            |                |                        |
| Rusia (nacional)            | 16                   | 25                       | 12.5                    | 0.0            | Cann Et al. 2002       |
| Rusia: Pskov                | 130                  | 16.9                     | 5.4                     | 0.0            | Underhill Et al. 2007  |
| Rusia: Kostroma             | 53                   | 26.4                     | 11.3                    | 0.0            | Underhill Et al. 2007  |
| Rusia: Smolensk             | 103                  | 12.6                     | 1.9                     | 0.0            | Underhill Et al. 2007  |
| Rusia: Voronez              | 96                   | 19.8                     | 3.1                     | 0.0            | Underhill Et al. 2007  |
| Rusia: Arcángel             | 145                  | 15.8                     | 7.6                     | 0.0            | Underhill Et al. 2007  |
| Rusia: Cosacos              | 89                   | 24.7                     | 4.5                     | 0.0            | Underhill Et al. 2007  |
| Rusia: Carelios             | 140                  | 10                       | 8.6                     | 0.0            | Underhill Et al. 2007  |
| Rusia: Carelios             | 132                  | 15.2                     | Lappalainen Et al. 2008 |                |                        |
| Rusia: Vepsos               | 39                   | 5.1                      | 2.6                     | 0.0            | Underhill Et al. 2007  |
| Eslovaquia                  | 70                   | 14.3                     | 4.3                     | 0.0            | Rootsi Et al. 2004     |
| Eslovenia                   | 95                   | 26.3                     | 7.4                     | 0.0            | Underhill Et al. 2007  |
| Suecia (nacional)           | 160                  | 35.6                     | Lappalainen Et al. 2008 |                |                        |
| Suecia (nacional)           | 38.0                 | Lappalainen Et al. 2009  |                         |                |                        |
| Suecia: Västra Götaland     | 52                   | Lappalainen Et al. 2009  |                         |                |                        |
| Suiza                       | 144                  | 7.6                      | 5.6                     | 0.0            | Rootsi Et al. 2004     |
| Turquía                     | 523                  | 5.4                      | 1.1                     | 0.0            | Underhill Et al. 2007  |
| Ucrania: Lvov               | 101                  | 23.8                     | 4.9                     | 0.0            | Underhill Et al. 2007  |
| Ucrania: Ivanovo-Frankov    | 56                   | 21.4                     | 1.8                     | 0.0            | Underhill Et al. 2007  |
| Ucrania: Hmelnitz           | 176                  | 26.2                     | 6.1                     | 0.0            | Underhill Et al. 2007  |
| Ucrania: Cherkasy           | 114                  | 28.1                     | 4.3                     | 0.0            | Underhill Et al. 2007  |
| Ucrania: Belgorod           | 56                   | 26.8                     | 5.3                     | 0.0            | Underhill Et al. 2007  |

### Alemania
El haplogrupo I1 es bastante común en Alemania, con una frecuencia del 15.2% en la población masculina. Esto se debe a la historia migratoria de la región, ya que el haplogrupo I1 se originó en el norte de Europa y se extendió por toda la región durante el Periodo de Migración y la época vikinga.
Es importante destacar que la distribución del haplogrupo I1 puede variar dentro de Alemania, con algunas regiones mostrando frecuencias más altas que otras y estando especialmente en el norte y este de Alemania. ADOLG PUG

### Gran Bretaña

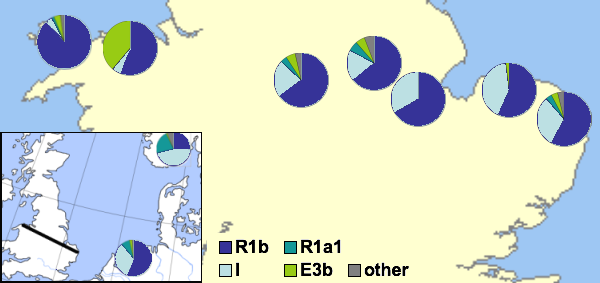
Mapa que muestra la distribución de los cromosomas Y en una transección de Inglaterra y Gales del trabajo "Pruebas objetivas del cromosoma Y en la invasión masiva anglo-sajona". Los autores atribuyen las diferencias en las frecuencias del haplogrupo I anglo-sajón en la migración masiva a Inglaterra, pero no al país de Gales.

En 2002 un trabajo publicado por Michael E. Weale y colegas muestra evidencia genética de diferencias de población entre las poblaciones inglesas y galesas, incluyendo un llamativo nivel más alto de haplogrupo ADN-Y I en Inglaterra que en Gales. Lo vieron como evidencia convincente de la invasión en masa anglosajona de la Gran Bretaña oriental desde Dinamarca y Alemania del norte durante el Periodo de Migración. Los autores supusieron el origen de poblaciones con proporciones grandes del haplogrupo I en Alemania del norte o Escandinavia del sur, particularmente Dinamarca, y que sus antepasados habrían emigrado a través del Mar Del Norte con las migraciones anglosajonas y vikingos daneses. La reivindicación principal de los investigadores era
que habría sido necesaria una efemérides de inmigración anglosajona que hubiese afectado al 50–100% del patrimonio genético de los hombres de la Inglaterra central en aquel tiempo. Observamos, aun así, que nuestros datos no nos permiten distinguir un acontecimiento simplemente añadido al patrimonio genético de los hombres nativos de la Inglaterra central de otro dónde los varones nativos hubiesen sido desplazados a otro lugar o uno dónde se hubiese reducido en número a los hombres nativos … Este estudio muestra que la frontera galesa fue más una barrera genética para el flujo de gen del cromosoma anglosajón Y que el Mar Del norte … Estos resultados indican que una frontera política puede ser más importante que una geofísica en la estructuración genética de la población.

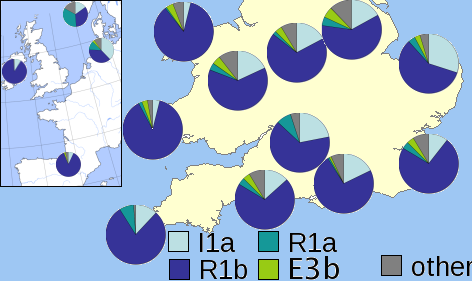
Distribución de los haplogrupos del cromosoma Y de Capelli et al. (2003). El haplogrupo I está presente en todas las poblaciones, con las frecuencias más altas en el este y las frecuencias más bajas en el oeste. Parece ser que no hay límite discontinuo como se observa en la Weale et al. (2002)

En 2003, un artículo fue publicado por Christian Capelli y colegas que apoyaron, pero modificadas, las conclusiones de Weale y colegas. En esta ponencia, que muestrea Gran Bretaña e Irlanda en cuadrícula, se encontró una menor diferencia entre las muestras galesa e inglesa, con una disminución gradual de la frecuencia del haplogrupo I moviéndose hacia el oeste, en el sur de Gran Bretaña. Los resultados sugieren a los autores que invasores vikingos noruegos habrían influenciado fuertemente la zona norte de las islas británicas, pero que tanto las muestras inglesas como las escocesas de la isla principal ( Gran Bretaña) ambas tienen influencia alemana/danesa.

## Miembros destacados de I-M253
Alexander Hamilton, a través de la genealogía y test de sus descendientes (suponiendo real la paternidad coincidente con su genealogía), que ha sido identificado dentro del haplogrupo ADN-Y I-M253.
Birger Jarl, 'Duque de Suecia' de la Casa de los Godos de Bjalbo, fundador de Estocolmo, se le analizaron los restos inhumados en una iglesia en 2002 y se comprobó ser I-M253
Los pasajeros Mayflower William Brewster, Edward Winslow y George Soule a través de pruebas de ADN

## Marcadores

Ejemplo de ADN: la cadena 1 difiere de la cadena 2 en la ubicación de un único par de bases (polimorfismo C >> T).

Las siguientes son las especificaciones técnicas para las mutaciones conocidas de SNP y STR del haplogrupo I-M253.
Nombre: M253
Tipo: SNP
Fuente: M (Peter Underhill de la Universidad de Stanford)
Posición: ChrY:13532101..13532101 (+ cadena)
Posición (par de bases): 283
Tamaño Total (pares de bases): 400
Longitud: 1
ISOGG HG: I1
Imprimación F (Directa 5'→ 3'): GCAACAATGAGGGTTTTTTTG
Imprimación R (Inversa 5'→ 3'): CAGCTCCACCTCTATGCAGTTT
YCC HG: I1
Cambio de los alelos de nucleótido (mutación): C por T
Nombre: M307
Tipo: SNP
Fuente: M (Peter Underhill)
Posición: ChrY:21160339..21160339 (+ cadena)
Longitud: 1
ISOGG HG: I1
Imprimación F: TTATTGGCATTTCAGGAAGTG
Imprimación R: GGGTGAGGCAGGAAAATAGC
YCC HG: I1
Cambio de los alelos de nucleótido (mutación): G por A
Nombre: P30
Tipo: SNP
Fuente: PS (Michael Hammer de la Universidad de Arizona y James F. Wilson, de la Universidad de Edimburgo)
Posición: ChrY:13006761..13006761 (+ cadena)
Longitud: 1
ISOGG HG: I1
Imprimación F: GGTGGGCTGTTTGAAAAAGA
Imprimación R: AGCCAAATACCAGTCGTCAC
YCC HG: I1
Cambio de los alelos de nucleótido (mutación): G por A
Región: ARSDP
Nombre: P40
Tipo: SNP
Fuente: PS (Michael Hammer y James F. Wilson)
Posición: ChrY:12994402..12994402 (+ cadena)
Longitud: 1
ISOGG HG: I1
Imprimación F: GGAGAAAAGGTGAGAAACC
Imprimación R: GGACAAGGGGCAGATT
YCC HG: I1
Cambio de los alelos de nucleótido (mutación): C por T
Región: ARSDP

### Proyectos
Bases de datos haplogrupo I 

- Haplogroup I1 Project at FTDNA
- Danish Demes Regional DNA Project at FTDNA
- Haplogroup I-P109 Project
- British Isles DNA Project

Bases de datos general de ADN-Y

Hay varias bases de datos de acceso públicas exhibiendo I-M253, incluyendo:
| Haplogrupos del cromosoma Y humano |                  |   |   |    |    |    |    |    |   |   |     |     |     |     |    |    |    |    |     |     |     |    |    |   |
|                                    | Adán cromosómico |   |   |    |    |    |    |    |   |   |     |     |     |     |    |    |    |    |     |     |     |    |    |   |
|                                    | A                |   |   |    |    |    |    |    |   |   |     |     |     |     |    |    |    |    |     |     |     |    |    |   |
|                                    |                  |   |   | BT |    |    |    |    |   |   |     |     |     |     |    |    |    |    |     |     |     |    |    |   |
|                                    |                  | B | B | B  | CT | CT |    |    |   |   |     |     |     |     |    |    |    |    |     |     |     |    |    |   |
|                                    |                  |   |   | DE | DE | CF | CF | CF |   |   |     |     |     |     |    |    |    |    |     |     |     |    |    |   |
|                                    |                  |   | D | E  |    | C  | C  | F  | F | F |     |     |     |     |    |    |    |    |     |     |     |    |    |   |
|                                    |                  |   |   |    | C1 | C2 |    | G  | H | H | IJK | IJK | IJK | IJK |    |    |    |    |     |     |     |    |    |   |
|                                    |                  |   |   |    |    |    |    |    |   |   | IJ  | K   | K   | K   | K  | K  | K  |    |     |     |     |    |    |   |
|                                    |                  |   |   |    |    |    |    |    |   | I | J   |     |     | LT  | K2 | K2 | K2 | K2 | K2  | K2  |     |    |    |   |
|                                    |                  |   |   |    |    |    |    |    |   |   |     |     | L   | T   |    | MS | MS | MS | MS  | P   | P   | P  | NO |   |
|                                    |                  |   |   |    |    |    |    |    |   |   |     |     |     |     |    | M  | S  |    | Q   | R   | R   |    | N  | O |
|                                    |                  |   |   |    |    |    |    |    |   |   |     |     |     |     |    |    |    |    |     | R1  | R1  | R2 |    |   |
|                                    |                  |   |   |    |    |    |    |    |   |   |     |     |     |     |    |    |    |    | R1a | R1a | R1b |    |    |   |
|                                    |                  |   |   |    |    |    |    |    |   |   |     |     |     |     |    |    |    |    |     |     |     |    |    |   |

1. http://www.eupedia.com/europe/european_y-dna_haplogroups.shtml
2. http://www.semargl.me/ Archivado el 7 de julio de 2017 en Wayback Machine.
3. http://www.ysearch.org/ Archivado el 4 de enero de 2011 en Wayback Machine.
4. http://www.yhrd.org/
5. http://www.yfull.com/tree/I1/

- Datos: Q428853